# Tanarctus velatus
Tanarctus velatus är en djurart som tillhör fylumet trögkrypare, och som beskrevs av McKirdy, Schmidt och McGinty-Bayly 1976. Tanarctus velatus ingår i släktet Tanarctus och familjen Halechiniscidae. Inga underarter finns listade i Catalogue of Life.